# تقي كندي (غربي أردبيل)
تقي کندي (بالفارسية: تقی‌کندی) هي منطقة سكنية تقع في إيران في قسم الغربي الريفي. يقدر عدد سكانها بـ 54 نسمة .